# Dr Igo
Rodrigo Nicolás Ponce (Buenos Aires, Argentina; 17 de marzo de 1998), más conocido por su seudónimo Dr Igo, es un streamer argentino.
Es uno de los socios fundadores de la Coscu Army, una comunidad hispanohablante de jugadores de esports y streamers de Argentina. Además, es el organizador de la mayoría de ediciones del evento Coscu Army Awards, que se encarga de premiar a los usuarios más destacados de Twitch en Argentina durante el año, y que en 2020 obtuvo el récord de ser la transmisión más vista de Latinoamérica y entre las diez más vistas en la historia de la plataforma. También, en 2021, confirmó su participación como director en el documental de la Coscu Army, documental que se pretende llevar a cabo en conjunto con la plataforma Netflix.
Actualmente, cuenta con más de medio millón de seguidores en Twitch. En YouTube tiene más de medio millón de suscriptores en su canal principal y más de 110 millones de visualizaciones entre sus canales.

## Biografía
Nació el 17 de marzo de 1998 en Buenos Aires, Argentina. Durante su paso por la secundaria técnica ORT, descubrió el mundo del streaming, donde según sus propias palabras prefería permanecer en el anonimato. Durante esta época, conoció a Coscu cuando este solo contaba con un máximo de 50 viewers en Twitch. Participó y ganó un concurso de overlays organizado por este último y desde entonces comenzaron a trabajar juntos. Su trabajo principal era ser editor de videos, pero ayudó a configurar tanto OBS, como a diseñar las distintas escenas de Coscu en sus inicios, así como las de varios streamers de la plataforma Twitch. En 2019 tras organizar la Coscu Army Awards, Coscu lo invitó a vivir en "La Adolfina" junto a él, con intención de que Rodrigo empezara a hacer sus propios directos en Twitch, a lo que este, tras varios confrontamientos familiares, accedió. Un año más tarde registraron "Coscu Army S.A." a nombre de ambos, con la finalidad de poder ofrecer un mejor contrato a sus compañeros streamers.

## Carrera

### Inicios
El primer trabajo de Rodrigo como editor de video fue para el jugador profesional de Hearthstone "Nalguidan". Hizo esto gratis porque quería aprender cómo era ser editor de video, y más específicamente para uno de los streamers que veía en ese momento. Tiempo después conoció a Coscu y comenzó a ayudarlo con su canal de YouTube dado que veía un gran potencial en él. Rodrigo se hizo cargo del canal como si este fuera suyo, pues sus tareas consistían en ver los streams, seleccionar los mejores momentos, editarlos, subirlos a YouTube, hacer una miniatura interesante y finalmente elegir el título con ayuda de Coscu. Todo esto sucedió cuando él aún estaba en la escuela secundaria, por lo que le consumía mucho tiempo hasta el punto de tener discusiones familiares.
La entrada de Rodrigo como editor en el canal fue polémica para la comunidad de Coscu, ya que anteriormente este último solo subía sus partidas de League of Legends integras. En ese momento, muchas personas comentaron que al editar los videos, el streamer en cuestión estaba "perdiendo su esencia". Con el tiempo, Rodrigo adaptó su estilo de edición para complacer a la audiencia en mayor o menor media.
Rodrigo fue quien implementó la canción "TheFatRap - Xenogenesis" como outro en los videos de Coscu, siendo esta outro, la que él utilizaba en sus propios inicios como youtuber.

### 2019-2021: Primeros pasos como streamer
En sus inicios como streamer su seudónimo fue mutando pasando por "TiburonPonce" y "TheMasterRodrigo", para años más tarde cambiarlo definitivamente a "Dr Igo", un acrónimo de su propio nombre.
En 2019 Rodrigo streameaba desde una pequeña habitación, que sus padres usaban como almacén, donde conseguía tener la privacidad necesaria a la hora de encender directo. Esto era algo transitorio, ya que tanto el cómo su familia en ese entonces se encontraban trabajando en la remodelación de su futura casa. Durante este tiempo hacía contenido variado para su canal de Twitch en el cual enfocaba todo su esfuerzo, no obstante su canal de YouTube era solamente empleado como una forma de actualizar su vida a sus suscriptores.
En 2020 anunció que se mudaba a "la Adolfina", casa de Coscu. Y este cambió decidió utilizarlo para comenzar a utilizar su canal de YouTube como un recopilatorio de mejores momentos de sus streams. Donde mostraba desde como organizaba en vivo las Coscu Army Awards, hasta los videojuegos en los que se destacaba jugando, videojuegos tales como el League of Legends, Team Fights Tactics, CS GO, entre otros. En esta época fue donde más colaboraciones se pudieron ver en su canal de Twitch, con participación de gente como Coscu, Duki, Frankkaster, Zzk , Grafo, Momo, la Chilena, entre otros integrantes de la Coscu Army de ese entonces.
A finales de 2020 anunció que se mudaría a su propia streaming house y que haría un seguimiento de como evolucionaba la misma, en una sección de su canal llamada "Dr House", donde muestra cada nueva compra que es destinada a la casa y como decide acoplarla a la decoración. 
Durante 2021, comenzó a destacar en su contenido de YouTube hasta el punto de tener que crear un canal secundario, el cual estaría destinado a resumir extractos de sus streams que a menudo la gente pedía que el subiera al principal. Sus números comenzaron a subir y ya la gente no lo veía como el editor de Coscu, sino como un creador de contenido que se mantenía bajo su propia impronta. Esto, sumado a la situación pandémica transcurrida en ese entonces, derivó en uno de los momentos donde más contenido Rodrigo generó para YouTube. A partir de este momento, Dr Igo, era convocado a participar de entrevistas en solitario, e invitado a eventos junto a otros streamers.

### 2022-presente: Renovación y proyectos
2022 representó un duro momento para Rodrigo, ya que no encontraba en los streams el entusiasmo de antes. Pese a tener importantes participaciones en sus videos, junto a gente como Spreen, Brunenger, entre otros.
Tras su viaje a Europa para participar tanto en la TwitchCon 2022 como en la Velada del año, como espectador. Regresó a Argentina, donde se encontró con que su canal estaba comenzando a flaquear. En busca de mejoría, renovó su plantel de trabajadores, sumando más personal a su equipo para poder sacar adelante sus diversos canales de Youtube.
Con el furor del Mundial de Catar 2022 en Argentina, Rodrigo comenzó a formar contenido alrededor de esta temática. Convirtiéndose en uno de los creadores de contenido de habla hispana que más visitas totales ha generado hablando sobre las figuritas del álbum Catar 2022.
Actualmente, se encuentra trabajando en el "Álbum de Streamers" proyecto que presuntamente irá de la mano con Panini, para lograr hacer un álbum que se distribuya en la mayor cantidad de países hispanohablantes.

## Coscu Army Awards
Los Coscu Army Awards es un evento que premia y homenajea a streamers de la comunidad de Twitch.
En 2018, organizó junto a Coscu el primer evento de la Coscu Army Awards en la Escuela Da Vinci. El evento alcanzó un pico de 40 mil espectadores, superando al streamer más popular de la plataforma en el mundo en esa época, Ninja. El premio al streamer del año fue para Francisco "Frankkaster" Postiglione.
En 2019, organizó la segunda edición en el Estadio Obras Sanitarias de CABA, contó con un pico de casi 100 mil espectadores. En esta oportunidad el premio al streamer del año se lo llevó Nicolás "Grafo" Graffigna.
En 2020, organizó la tercera edición en el Estadio Obras Sanitarias, superó los 425 mil espectadores y se convirtió en la transmisión más vista de la plataforma en Latinoamérica, y los streamers le otorgaron a Coscu el reconocimiento de "Streamer Leyenda". En una noche llena de emociones culminó con la premiación a Galo "Pimpeano" Blasco como streamer del año.
En 2021, organizó en parte la cuarta edición en el Hotel Hilton, contó con un pico de 367 mil espectadores. En esta oportunidad el premio al streamer del año se lo llevó Gerónimo "Momo" Benavides, y además homenajearon a Frankkaster, Grafo y Pimpeano ganadores en años anteriores con un anillo de oro como obsequio. Esta edición fue de las más polémicas de organizar, por lo que Dr Igo optó por desligarse de su puesto en el staff en futuras ediciones.
En 2022, se realizará una quinta edición, en la que esta vez Dr igo ya no formará parte del staff y el evento contara por primera vez con Gerónimo "Momo" Benavides como host, en el mes de diciembre, con artistas invitados para galardonar a los streamers más destacados del año.

## Premios y nominaciones
| Año  | Premio            | Categoría                 | Resultado |
| ---- | ----------------- | ------------------------- | --------- |
| 2018 | Coscu Army Awards | Moderador Histórico       | Ganador   |
| 2018 | Coscu Army Awards | Soldado más Fiel          | Ganador   |
| 2018 | Coscu Army Awards | Mejor Persona             | Nominado  |
| 2018 | Coscu Army Awards | Mejor Editor              | Nominado  |
| 2019 | Coscu Army Awards | Mejor Persona             | Ganador   |
| 2019 | Coscu Army Awards | Soldado de Oro            | Ganador   |
| 2019 | Coscu Army Awards | Moderador Histórico       | Nominado  |
| 2020 | Coscu Army Awards | Soldado de Oro            | Ganador   |
| 2020 | Coscu Army Awards | Streamer Revelación       | Nominado  |
| 2020 | Coscu Army Awards | Mejor Streamer Variedad   | Nominado  |
| 2020 | Coscu Army Awards | Streamer Promesa          | Nominado  |
| 2020 | Coscu Army Awards | Mejor Gambler             | Nominado  |
| 2020 | Coscu Army Awards | Tilteo del Año            | Nominado  |
| 2021 | Coscu Army Awards | Streamer Mejor Producción | Ganador   |
| 2021 | Coscu Army Awards | Susto del año             | Ganador   |
| 2021 | Coscu Army Awards | Trayectoria               | Nominado  |
| 2021 | Coscu Army Awards | Mejor Streamer Variedad   | Nominado  |